# ER/Studio
ER/Studio（イーアール スタジオ）とは、データアーキテクチャの設計およびデータベース設計 (データモデリング) を支援するCASEツールであり、エンバカデロ・テクノロジーズが開発・販売している。
ER/Studioは、さまざまな関係データベース管理システム (RDBMS) と連携して使うことができる。
データアーキテクト、データモデラー、データベース管理者 (DBA、データベースアドミニストレータ) 、ビジネスアナリストなどの人々が、データベースの設計・文書の作成と管理をするために、またデータ資産を再利用するために、使っている。
ER/Studioは、CA ERwin Data Modeler 、ModelRight 、PowerDesigner 、Toad Data Modeler などのソフトウェアと似たソフトウェアである。
ER/Studio はエンバカデロ・テクノロジーズ本社のある欧米で開発・販売され、欧米を初めとした英語圏の先進諸国を中心とした市場でシェアがある。そのため、操作画面やヘルプは元々英語であるが、日本市場でもシェアがあるため、日本語版としてローカライズ（ソフトウェアの日本語化）が行われている。
日本では、日揮情報システム株式会社が販売・サポート・ローカライズ、ハンズオンセミナーを行っている。

## 機能
- 論理データモデル設計の支援
- 物理データモデル設計の支援
- 論理データモデルあるいは物理データモデルからの、XML Schema によるXMLのスキーマ定義の生成
- 自動化とスクリプティング
- フォワードエンジニアリング（Forward engineering）（新規または既存のデータベースに対して、データモデルからデータベースを構築する為のDDL文を自動生成する）
- リバースエンジニアリング（既存のデータベースから、データベースの内部構造を自動的に解析し、データモデルを自動生成する）
- SQL データ定義言語 (DDL) によるデータベースコードの自動生成
- モデルの自動レイアウト
- モデルとモデルの比較とマージ
- モデルとメタデータの統合
- レポート機能（HTML・RTFなどへの出力）
- チームによる共同作業の支援(リポジトリ機能)
  - サブモデルの管理
  - モデルが「どこで使われているか」
- ウェブ出版 (HTML) 、RTF、Microsoft Office との統合
- モデルメタデータを、ビジネスインテリジェンス、ETLもしくは他のモデリングツールと、統合する
- 多次元モデリング
- モデルの完全性の妥当性検証（モデルの検証機能）
- 外部キーの自動的な移行 (マイグレーション)
- 別データベースの移行、統合。
- MDM（マスターデータ管理）を支援
- 容量計画 (キャパシティプランニング)
- カスタム データ型:ユーザー自身のカスタム データ型を作成。
- Excelとの連携 (メタデータの相互交換)※ER/Worksheetにより実現、詳細はリンク先へ[2]
- 辞書管理、論理モデルと物理モデル内の属性名などの一括置換、同音異義語・異音同義語の名寄せ支援 ※Naming Utility により実現、詳細はリンク先へ[3]

## 記法
- IDEF1X (実体関連図、ER図の一種)
- スタースキーマ
- Snowflake Schema

## ライセンス体系
ER/Studio には、大分類として以下の3種類のライセンス形態が存在する。（バージョンによって詳細が異なる場合あり。）
1. リポジトリ機能搭載。
  - Data Architect（リポジトリ機能無し）
    - ER/Studio の基本機能となる、ER図・データモデルを作成する為の通常のライセンス。リポジトリ機能となる ER/Studio Repository は使用できない。データモデルの実態となるデータはファイルにて管理され、ER/Studio がインストールされたマシン内のローカルや、ファイルサーバ上にて格納される。

  - Enterprise（リポジトリ機能有り）
    - 上記 Data Architect の機能に加えて、リポジトリ機能となる ER/Studio Repository が使用できるライセンス。データモデルの実態となるデータはデータベースにて管理され、ER/Studio がインストールされたマシンとは切り離される。同一データベースに接続できる複数人で、同じモデルに対して同時に変更を加えたり、セキュリティ管理やバージョン管理を行ったり等、チーム共同でのデータベースの構築・運用作業を支援する機能を持つ。部署単位・プロジェクト単位のデータベースを全社共有し、企業単位でのエンタープライズモデルを作ったり、全社のMDM（マスターデータ管理）を行うのに役立つ。
2. サポートされるデータベース。
  - Multi-Platform 
    - ER/Studio がサポートする全てのデータベースに対しての、モデル作成・DDL文生成が可能となる。

  - Single Platform for <データベース名>
    - ER/Studio がサポートするデータベースの中で、1種類のデータベースに対してのみモデル作成・DDL文生成が可能となる。データベースの指定は、ライセンス購入前に行う事となり、ライセンス購入後はデータベースの種類変更は出来ないので注意が必要である。Single Platform のライセンスは以前は存在しなかったが、最近販売されるようになった。
3. ライセンス数のカウント方法。
  - Workstation （ワークステーション ライセンス）
    - 1人が使用する1台のマシンに対して、ER/Studio のインストール台数で管理されるライセンス形態となる。1人1台1ライセンス。

  - Concurrent User（ネットワーク コンカレント ライセンス、フローティング ライセンス）
    - 1つの組織内に対して、ER/Studio の同時接続数で管理されるライセンス形態となる。1同時接続1ライセンス。ER/Studio をインストールするマシンの台数に制限は無くなる。ただし、同一ネットワーク上に License Server（ライセンスサーバ）を立てる必要がある。

  - Corporate License（コーポレート ライセンス）
    - 1つの組織内および同一資本のグループに対して、契約された ER/Studio のライセンス数の使用が可能な、大規模なライセンス形態となる。日本国内の実績としては、ある程度 会社規模の大きい会社が適用している。

例1）
ER/Studio Data Architect Multi-Platform Workstation ×1ライセンス
→ER/Studio の基本機能を搭載し（リポジトリ機能なし）、ER/Studio がサポートする全てのデータベースに対してのモデル作成が可能となる。マシン1台に対して ER/Studio をインストールし、ER/Studio を起動して使用できるのは指定された1人までとなる。
例2）
ER/Studio Enterprise Single Platform for Oracle Concurrent User ×3ライセンス
→ ER/Studio の基本機能およびリポジトリ機能を搭載し、ER/Studio がサポートする Oracle データベースに対してのみ、モデル作成が可能となる。同じ会社の同じネットワーク内にあるマシン100台に対して ER/Studio をインストールし、ER/Studio を同時に起動して使用できる人数は3人までとなる。

## 過去バージョン（日本語版でのリリース）
- ER/Studio 16.0　（2016/01/20 リリース。2016との表記もあり。ネーミングルール変更）
- ER/Studio 11.x　（2015/**/** 日本ではリリースしない）
- ER/Studio 10.0.2（2015/09/28 リリース）
- ER/Studio 9.7.1 （2015/02/01 リリース）
- ER/Studio 9.6.1 （2014/08/01 リリース）
- ER/Studio 9.5.1 （2013/06/01 リリース）
- ER/Studio 9.1.1 （2012/07/27 リリース）
- ER/Studio 9.0.1 （2011/02/22 リリース）
- ER/Studio 8.5.3 （2009/11/26 リリース）
- ER/Studio 7.1.2 （2007/04/10 リリース）
- ER/Studio 6.6.1 （2005/03/14 リリース）
- ER/Studio 5.5　 （2003/02/26 リリース）
- ER/Studio 5.1　 （2002/07/19 リリース）
- ER/Studio 4.3　 （2001/12/20 リリース）
- ER/Studio 4.2　 （2001/03/06 リリース）
- ER/Studio 4.03  （2000/08/18 リリース）

※ER/Studio には、上位互換はあるが下位互換は基本的にサポートされていない。よって、ER/Studio をバージョンアップする際や、ER/Studio のバージョンが違うマシン間でデータモデルのファイル移動を行う際には、バックアップを取るなどの対策が必要である。
（古い下位のバージョンで作成・更新されたモデルのデータは、上位の新しいバージョンで開く事は出来るが、
上位の新しいバージョンで作成・更新されたモデルのデータは、古い下位のバージョンで開く事は出来ない。）